# Cầu Paldang
Cầu Paldang bắt qua Sông Hán ở Hàn Quốc và nối hai thành phố Hanam và Namyangju. Cây cầu được hoàn tất vào năm 1995. Cây cầu nằm ở phía đông sông Hàn.